# Перечинский район
Перечи́нский райо́н (укр. Перечинський район) — упразднённая административная единица на западе Закарпатской области Украины. Административный центр — город Перечин.

## География
Основная река района — Уж.
Район граничил на севере с Великоберезнянским, на юге — с Ужгородским и Мукачевским районами Закарпатской области, на западе — со Словакией, на востоке — с Воловецким и Свалявским районами Закарпатской области.

## Демография
Население района составляет 32 026 человек (данные 2006 г.), в том числе в городских условиях проживают около 7020 человек. Всего насчитывается 25 населённых пунктов.
По национальному составу население в основном украинцы. По данным всеукраинской переписи населения 2001 года в районе проживало 32 тысяч человек (97,6 % по отношению к переписи 1989 года), из них русских — 0,4 тысяч человек (1,3 % от всего населения), словаки — 0,3 тысячи человек (1 %).

## Административное устройство
Количество советов:
- городских — 1
- сельских — 14

Количество населённых пунктов:
- городов районного значения — 1
- сёл — 24